# 羅天尺
羅天尺（1686年—1766年）。字履先，號石湖。順德（今属广东）人，清代诗人。
羅孫耀之孫。羅世舉之子。幼受濡染，穎悟博學，十七歲應府試五羊，一日測驗十三項科目，患上心悸，造成日後體弱多病，長年服藥，自號“百藥居士”。康熙六十年（1721年），與何梦瑶、蘇珥、劳孝舆同学於督学惠士奇門下。惠士奇曾手录其《荔支赋》及《珠江竹枝词》以示諸生。與何梦瑶等人结"南香诗社"，称盛一时。雍正八年与勞孝舆同纂《广东通志》，頗招謗議，二人相繼辭職。乾隆元年（1736年），舉博學鴻詞科，因親老不就。是年秋，考中举人。可惜会试落第，從此絕意仕途。晚號石湖，世稱“後石湖”，以區別范成大之石湖。以著述终老。乾隆三十一年（1766年）卒，年八十一。著有《癭暈山房詩鈔》十卷和《五山志林》八卷等。